# Jimmy Pruett
Jimmy Pruett (* 27. Mai 1925 in Los Angeles, Kalifornien; † 21. Juli 1983) war ein US-amerikanischer Country-Musiker. Pruett war unter anderem Pianist im Ensemble der Live-Countryshow Town Hall Party.

## Leben

### Kindheit und Jugend
Jimmy Pruett wuchs in Los Angeles auf und lernte als Kind, Gitarre zu spielen. Da er blind war, entwickelte er einen ganz eigenen Stil. Er erlernte auch Klavierspielen. Im Alter von neun Jahren wurde Pruett von Stuart Hamblen, einer Country-Größe an der Westküste, entdeckt und war von da an regelmäßig in Hamblens Show auf KMJ in Fresno zu hören.

### Karriere
Danach stieg Pruett in Jimmy Walkers Band ein, die zur damaligen Zeit Old Casa Manana in Culver City, Kalifornien, auftrat. Walker war ebenfalls ein Country-Star, dessen Wirkungsbereich um Los Angeles lag und der als Schauspieler in Erscheinung trat. Pruett arbeitete in der nächsten Zeit als Hintergrundmusiker für T. Texas Tyler, Merl Lindsay, Les „Carrot Top“ Anderson sowie Spade Cooley und begleitete sie auf deren Plattenaufnahmen. Es folgten auch erste TV-Auftritte im lokalen und regionalen Fernsehen. Vor allem Pruetts Water Baby Blues war beim Publikum beliebt.
Ab 1952 spielte Pruett in Red Kirds Band, mit der er Freitag- und Samstagabends in der Town Hall Party aus der Town Hall in Compton auftrat. Später wurde er als Pianist für die Hausband der Show engagiert und blieb dort bis Ende der 1950er-Jahre. Er spielte so mit Künstlern wie Gene Vincent, Bob Luman, den Collins Kids und einigen weiteren zusammen. In vielen TV-Mitschnitten der Town Hall Party, die von Bear Family Records auf DVD neu veröffentlicht wurden, ist Pruett ebenfalls zu sehen.
Pruett arbeitete weiterhin als Musiker und 1964 als Pianist unter anderem für Hank Thompson. 1963 veröffentlichte er bei Capitol Records sein erstes Album, auf dem er Pop-Klassiker interpretierte.

## Diskografie
- 1963: Good Time Piano! (Capitol)